# Gortyn

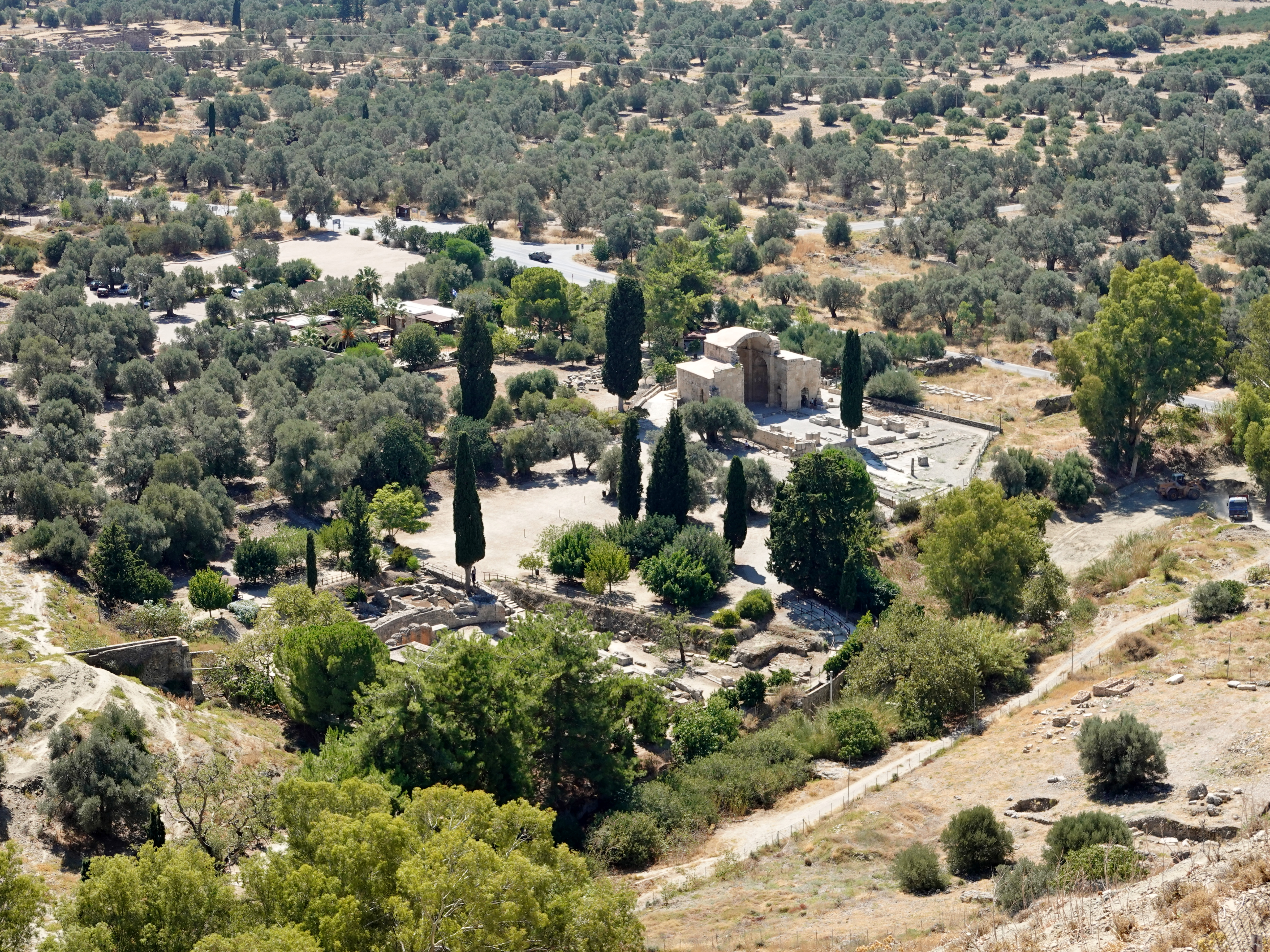
Ehemaliges Stadtgebiet von Gortyn

Gortyn (altgriechisch Γορτύν, auch Γόρτυνα Gortyna, neugriechisch Γόρτυς Gortys) war eine antike Stadt im zentralen Südkreta, etwa 40 Kilometer südlich von Iraklio bei Agii Deka in der Messara-Ebene. Der Name geht möglicherweise auf die urindogermanische Bezeichnung *ghordh für „Stadt“ zurück.
Bekannt ist die Ausgrabungsstätte von Gortyn für die „Große Inschrift“, den bislang ältesten aufgefundenen Gesetzescodex Europas.

## Geschichte
Die unterschiedlichen Gründungsmythen verweisen alle auf den legendären König Minos. Tatsächlich reichen Spuren erster Besiedlung bis zum Neolithikum; eine minoische Siedlung befand sich im südwestlichen Bereich der Fläche. In der von Homer überlieferten Ilias wird Gortyn im Schiffskatalog des Zweiten Gesangs, Zeile 646, erwähnt (deutsche Übersetzung von Johann Heinrich Voß):

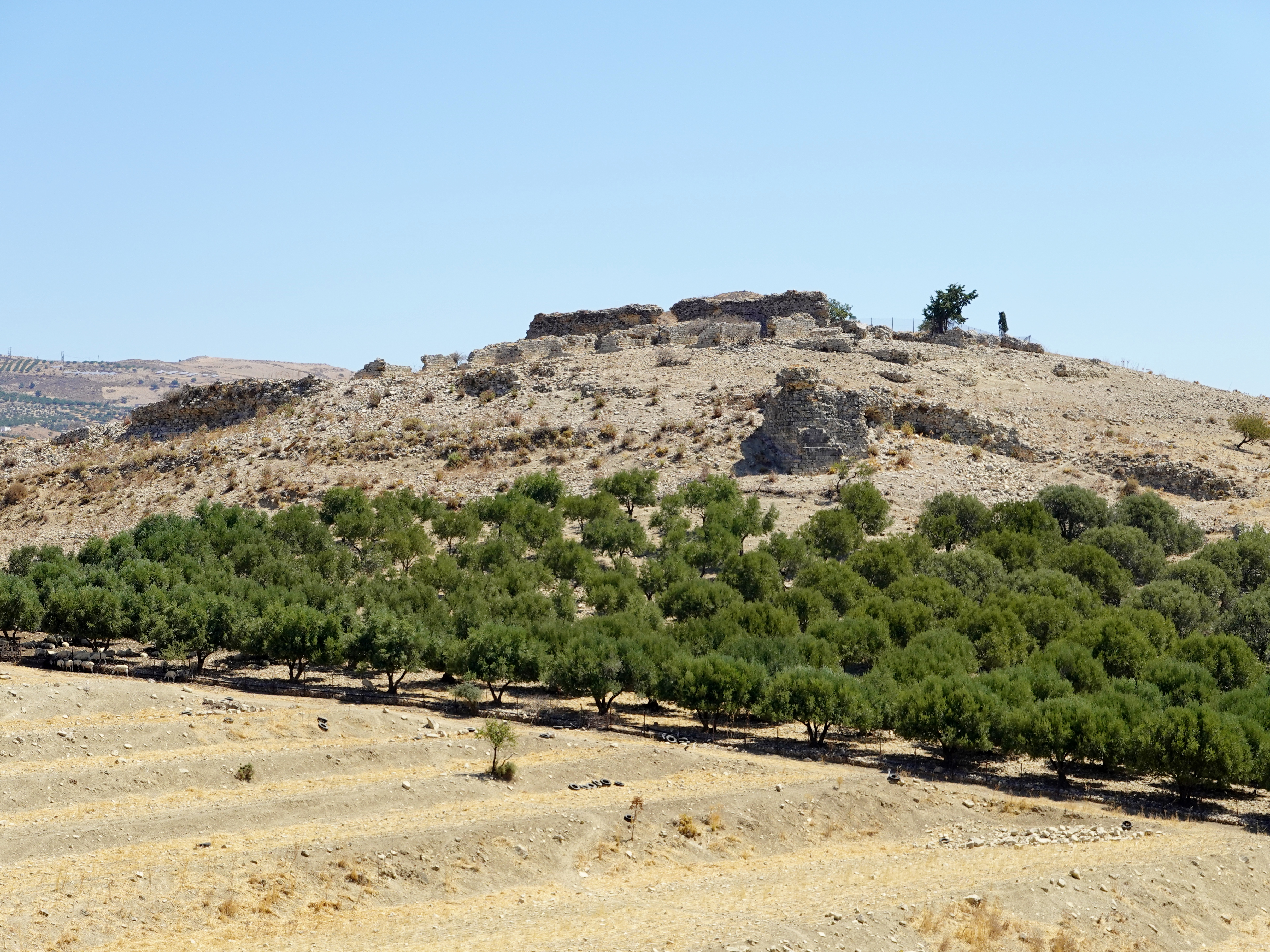
Akropolis von Gortyn

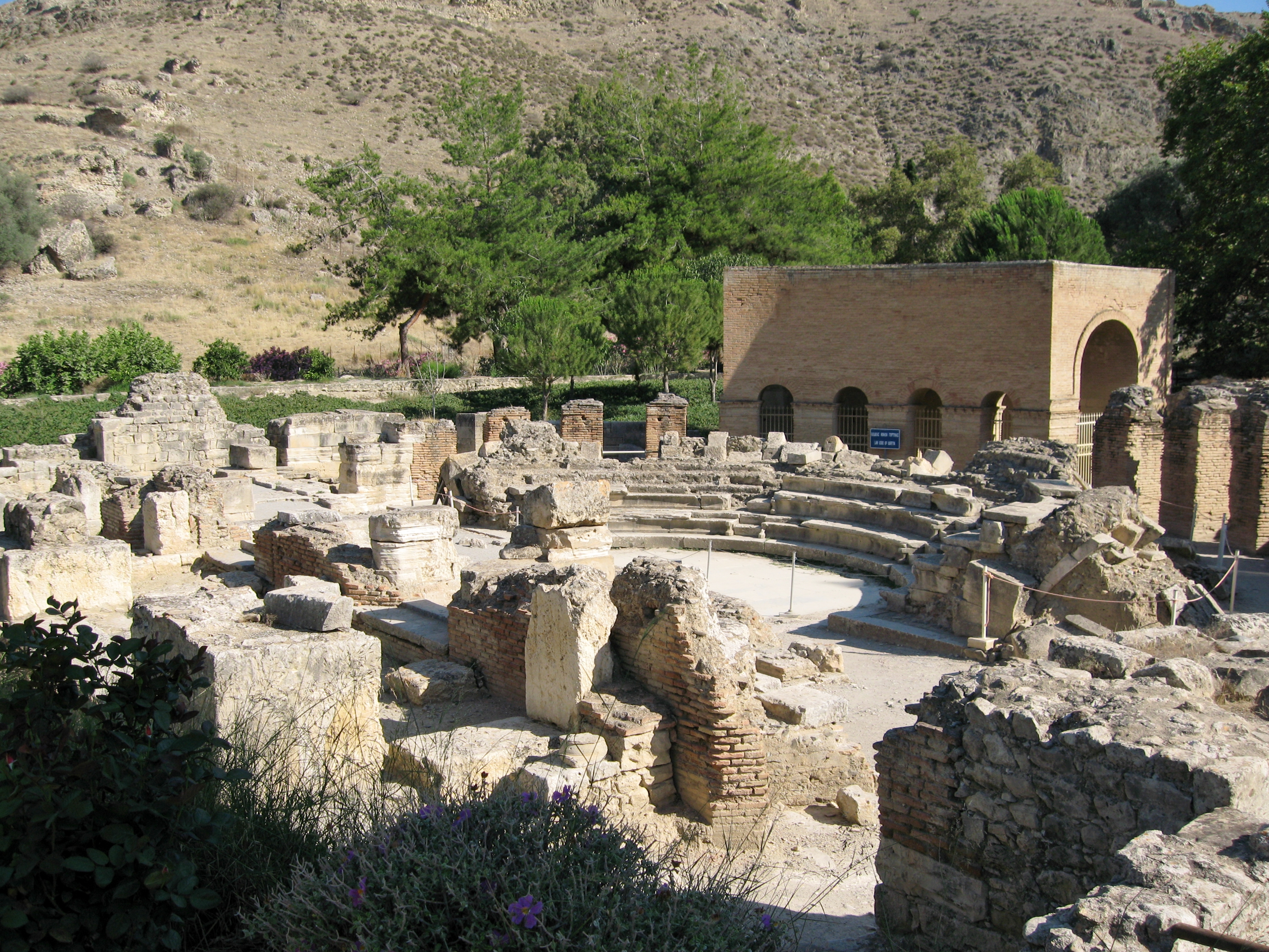
Odeion (Odeum)

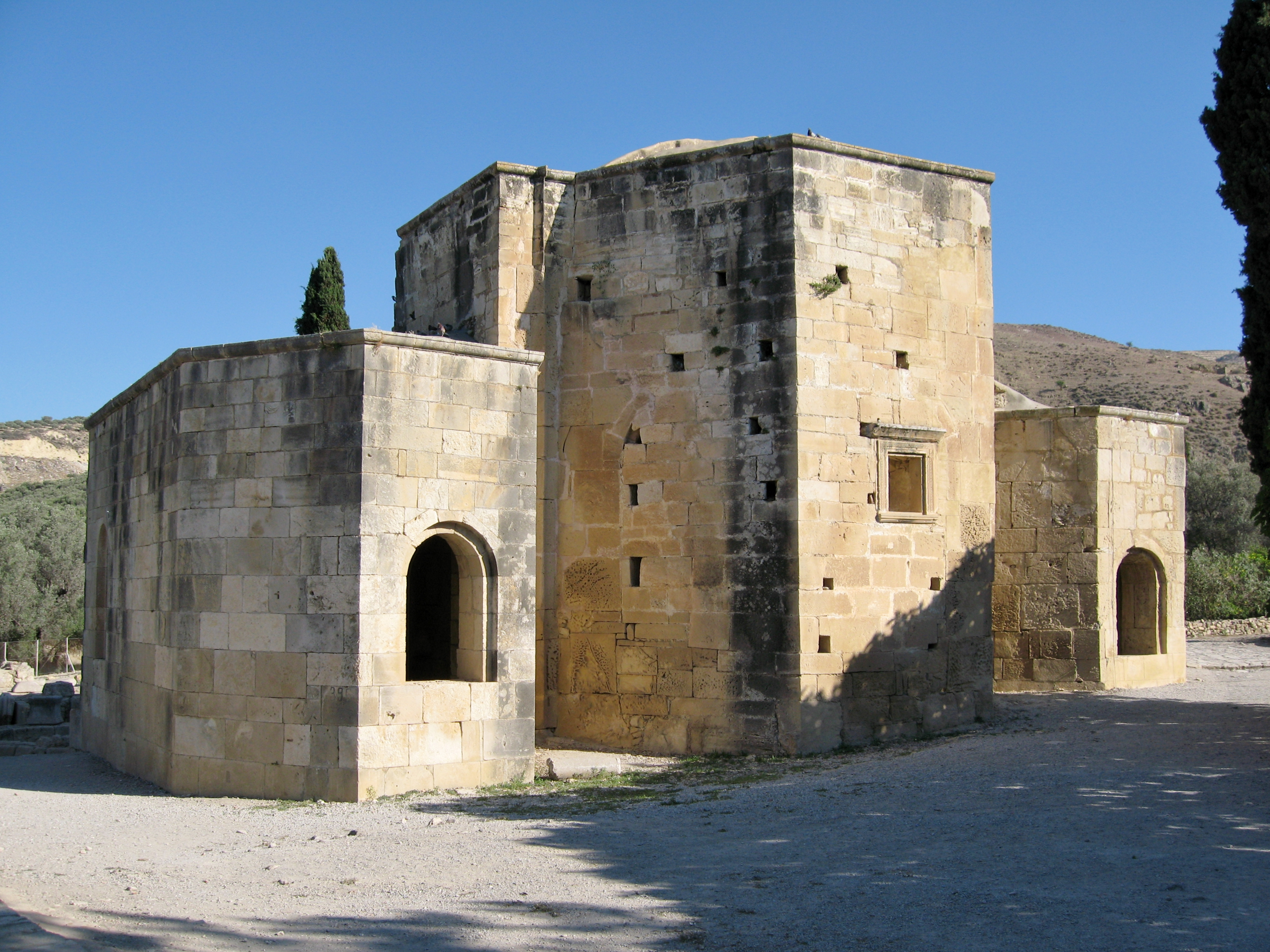
Titus-Basilika

| Κρητῶν δ’ Ἰδομενεὺς δουρὶ κλυτὸς ἡγεμόνευεν, οἳ Κνωσόν τ’ εἶχον Γόρτυνά τε τειχιόεσσαν, Λύκτον Μίλητόν τε καὶ ἀργινόεντα Λύκαστον Φαιστόν τε Ῥύτιόν τε, πόλεις εὖ ναιετοώσας, ἄλλοι θ’ οἳ Κρήτην ἑκατόμπολιν ἀμφενέμοντο. τῶν μὲν ἄρ’ Ἰδομενεὺς δουρὶ κλυτὸς ἡγεμόνευε Μηριόνης τ’ ἀτάλαντος Ἐνυαλίῳ ἀνδρειφόντῃ· τοῖσι δ’ ἅμ’ ὀγδώκοντα μέλαιναι νῆες ἕποντο. |  |  | Kretas Volke gebot Idomeneus, kundig der Lanze: Alle, die Gnossos bewohnt, und die festummauerte Gortyn, Lyktos auch, und Miletos, und rings die weiße Lykastos, Phästos und Rhythios auch, die volkdurchwimmelten Städte, Auch die sonst noch Kreta in hundert Städten bewohnet: Diesen herrschte voran Idomeneus, kundig der Lanze, Auch Meriones, gleich dem männermordenden Ares. Ihnen folgt’ ein Geschwader von achtzig dunkelen Schiffen. |

Zur Zeit der Dorischen Einwanderung wurde Gortyn vor Phaistos die wichtigste Stadt der Messara – eine ummauerte Akropolis stammt aus dieser Phase. Seit dem 8. Jahrhundert dehnte sich die Stadt auf die Gebiete in der Ebene vor dem Hügel der Akropolis aus. In der archaischen Zeit befand sich der Stadtkern bereits dort mit einer Agora (Marktplatz) und einem Tempel des Apollon Pythios. Während der Blütezeit der Stadtstaaten in Klassik und Hellenismus gehörte Gortys mit Knossos, Eleutherna, Kydonia und Lyktos zu den wichtigsten und mit 40.000 bis 80.000 Einwohnern bevölkerungsreichsten Städten der Insel.
Im 3. Jahrhundert v. Chr. dominierte die Stadt das südliche Zentralkreta uneingeschränkt. 189 v. Chr. fand Hannibal hier Asyl, obwohl er befürchtete, dass die Kreter seine Schätze an sich nehmen könnten. Als sich Gortyn im Konflikt mit Rom auf dessen Seite gegen Knossos engagierte, wurde es nach der römischen Besetzung der Insel (69 v. Chr.) ab 67 v. Chr. zur Hauptstadt der römischen Provinz Creta, später der zusammengefassten Provinz Creta et Cyrene, wofür beispielsweise das Prätorium, Amtssitz und Wohnhaus des prokonsularischen Statthalters, errichtet wurde.
Die Stadt war früh ein Zentrum der Christianisierung: 59 n. Chr. predigte hier der Apostel Paulus. 250 n. Chr. sollen in der Nähe die sogenannten Zehn Heiligen Bischöfe den Märtyrertod gefunden haben. Der Name der Stadt Agii Deka geht auf dieses Ereignis zurück. In einer mittelalterlichen Quelle wurde Gortyn bereits für das 2. Jahrhundert neben Knossos als Bischofssitz bezeichnet, erster Bischof soll der heilige Titus, ein Schüler des Apostels Paulus, gewesen sein.
Nach der Teilung des Römischen Reiches im Jahre 395 wurde Gortyn Byzanz zugeschlagen und fristete in der Folgezeit eher ein Schattendasein. Es wurde ein Freibeuternest, denn von Kreta aus ließ es sich mehr oder weniger unbehelligt operieren. Gortyn verfügte über mehrere frühbyzantinische Kirchen und blieb nach der Eroberung durch die aus Spanien geflohenen Araber unter Abu Hafs Omar (824 oder 828) von seinen Bewohnern verlassen noch eine Weile als einziger Bischofssitz Kretas in kirchlicher Hinsicht bedeutend. Erst 961 konnte der byzantinische Feldherr Nikephoros Phokas die Pirateninsel und damit Gortyn zurückerobern. Auf den ehemaligen Bischofssitz geht das heutige römisch-katholische Titularerzbistum Gortyna zurück.
Seit 1884 wurde die antike Stadt von italienischen Archäologen ausgegraben.

## Bauwerke und Sehenswürdigkeiten

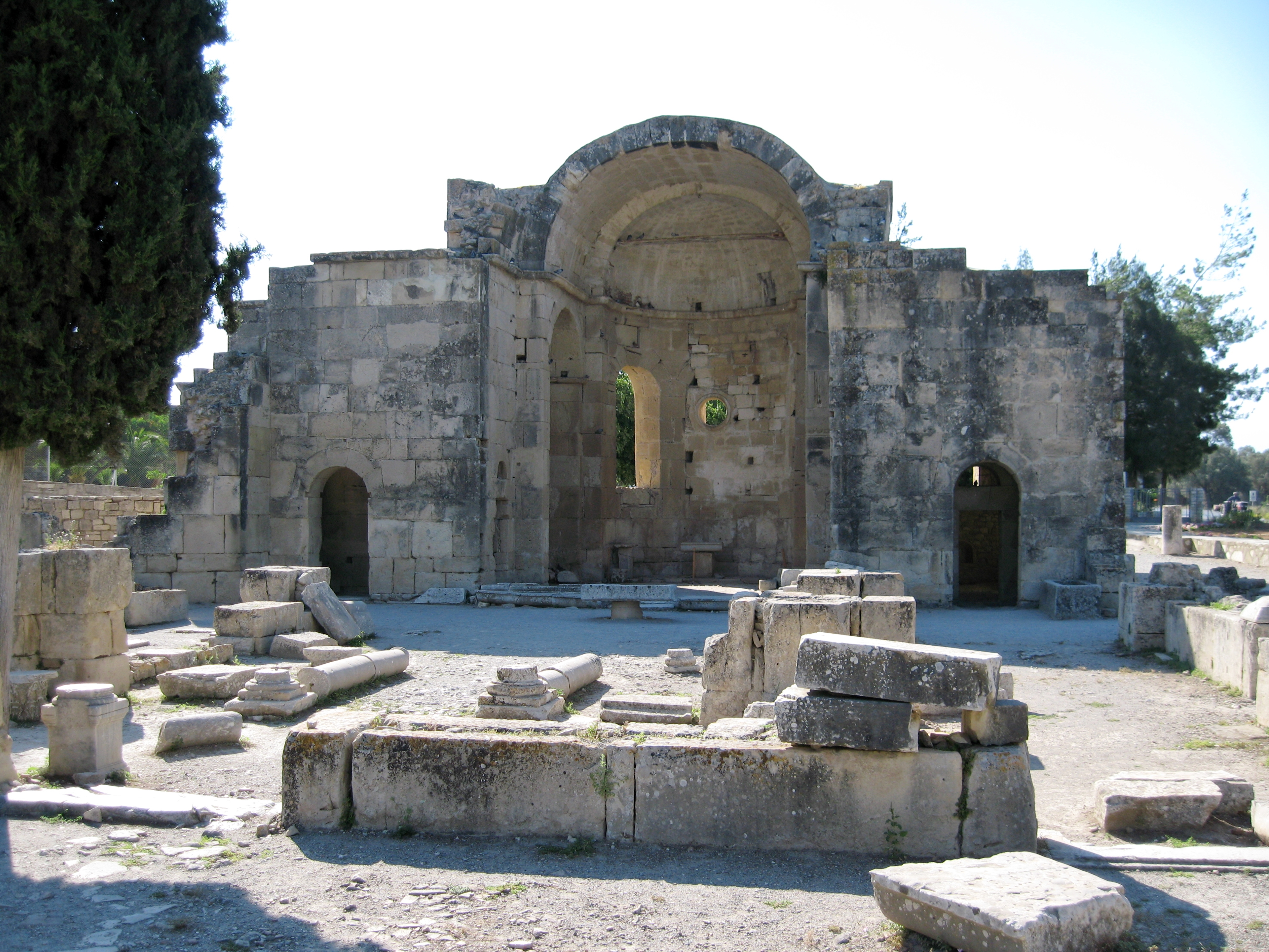
Altarraum der Titus-Basilika

- Titus-Basilika: Ruine einer frühchristlichen Basilika aus dem 6. Jahrhundert; nur der Altarbereich der Basilika steht noch, drei Längsschiffe sind zu erkennen. Den Namen erhielt die Kirche aufgrund der örtlichen Überlieferung durch ihre Ausgräber im 19. Jahrhundert. Da bei späteren Ausgrabungen im Ort Mitropolis eine weitere, ältere Kirche entdeckt wurde, gilt er inzwischen als fraglich.
- Römisches Odeion

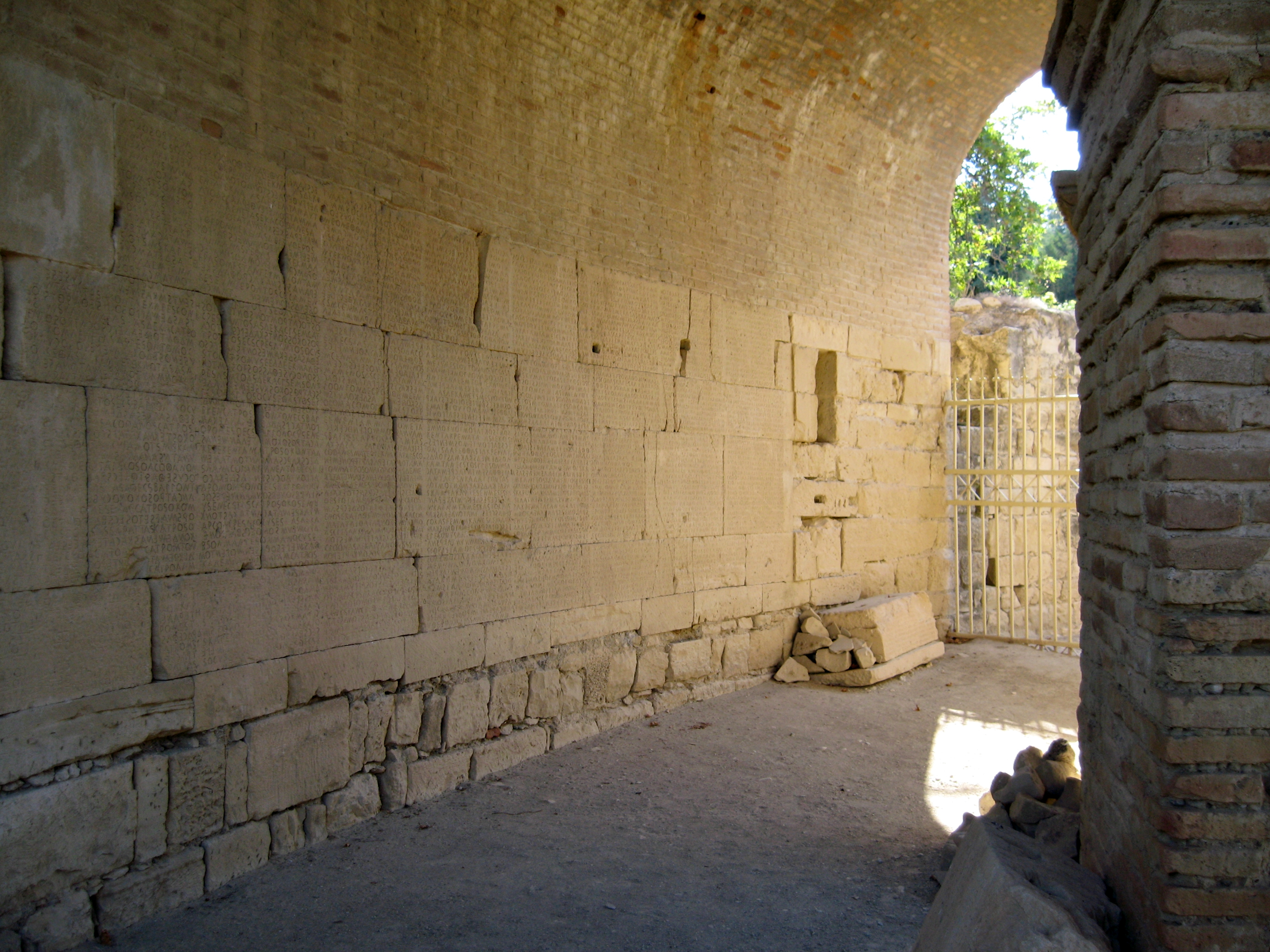
Gesetzestext im Odeion von Gortyn

- Gesetzescodex (die Große Inschrift von Gortyn): Eine umfangreiche, in einem dorischen Dialekt abwechselnd von links nach rechts und rechts nach links geschriebene, Inschrift aus dem 5. Jahrhundert v. Chr., die sich an der Nordwand des Odeions befindet, gilt als ältester Gesetzescodex Europas. Erstaunlich liberal enthält er alle für das Gemeinleben wichtige Bestimmungen, wie z. B. ein Ehe- und Familienrecht.
- Prätorium
- Apollon-Tempel
- Theater
- Tempel der ägyptischen Götter
- Amphitheater
- Circus
- Die „Labyrinth“ genannte Höhle bei Gortyn

### Besichtigung

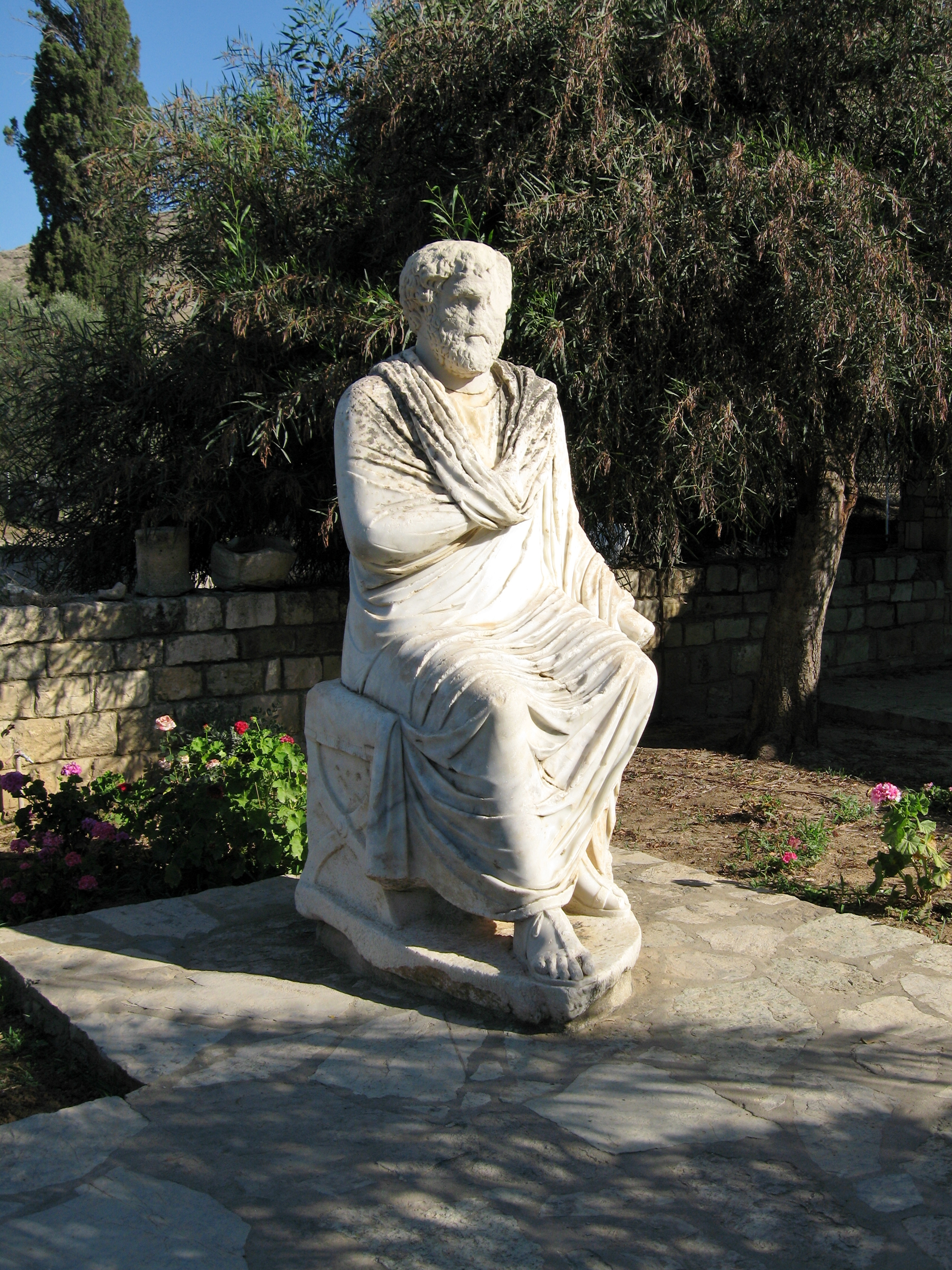
Skulpturenschau: Antoninus Pius

Die Ausgrabungsstätte kann gegen Eintrittsgebühr besichtigt werden, allerdings umfasst der damit zugängliche Bereich lediglich die Titus-Basilika und das Odeion.
Der Rest des weitläufigen Areals ist dagegen eingezäunt und unzugänglich. Eine Besichtigung ist nur über den Zaun möglich.